# Paola Saini
Paola Saini (Orta San Giulio, 11 ottobre 1945) è un'ex nuotatrice italiana specialista dello stile libero.

## Biografia
Suo padre Mario era segretario generale del CONI. Paola iniziò l'attività natatoria a Roma tesserata per la Società Sportiva Lazio, avendo l'opportunità di essere allenata dall'ungherese István Hunyadfi. Specializzata in tutte le distanze veloci dello stile libero (100, 200 e 400 metri), si dedicò anche ad altri stili natatori quali il dorso e la farfalla. Fu 47 volte primatista italiana assoluta, come nessun altra nel nuoto italiano prima dell'avvento di Novella Calligaris e inoltre otto volte campionessa italiana assoluta e sei volte campionessa di primavera.
Partecipò alle Olimpiadi di Roma ancora adolescente (15 anni non ancora compiuti). Nei 100 metri stile libero fu la prima nuotatrice italiana ad accedere a una semifinale olimpica classificandosi sesta, mentre nei 400 fu eliminata in batteria. Nella staffetta 4x100, con le colleghe  Rosanna Contardo, Maria Cristina Pacifici e la quasi coetanea Daniela Beneck, compose la squadra femminile che raggiunse per la prima volta una finale olimpica nel nuoto. In finale la Beneck fu sostituita da Anna Maria Cecchi e l'Italia si classificò al settimo posto. La staffetta 4x100 mista, dove Saini gareggiò nella frazione a stile libero con Anna Beneck, Daniela Serpilli ed Elena Zennaro, fu eliminata in batteria. 
Paola Saini partecipò più volte al Torneo delle Sei nazioni dove nel 1961 sconfisse l'olandese Adrie Lasterie, nuotando i 100 m stile libero in vasca da 25 metri in 1'02"6. Sulla stessa distanza partecipò agli Europei di Lipsia del 1962 venti giorni dopo aver battuto il primato italiano in vasca "olimpica" con il tempo di 1'03"06 e sperando di salire sul podio, prima nuotatrice italiana in tale manifestazione. Purtroppo non andò oltre il sesto posto in 1'04"8 e non riuscì a nascondere la delusione. Sempre a Lipsia si classificò al settimo posto nelle due staffette 4x100 stile libero (con Violetta Passagnoli, Maria Cristina Pacifici e Daniela Beneck) e nella 4x100 mista, dove nuotò la frazione a dorso (con Luciana Marcellini e le sorelle Anna e Daniela Beneck).
Alle seguenti Olimpiadi di Tokyo del 1964 Saini si fermò alle batterie nei 100 stile libero mentre nella staffetta 4x100 stile libero fu ottava in finale con Mara Sacchi, Maria Cristina Pacifici e Daniela Beneck.
Fu sconvolta dalla tragedia di Brema del gennaio 1966, nella quale scomparvero molti compagni di squadra tra i quali Sergio De Gregorio, a cui era molto legata, tanto da abbandonare lo sport agonistico ad appena venti anni. Con l'amica-rivale Daniela Beneck ha scritto un romanzo, Azzurro, dedicato proprio alle vittime di questa tragedia. 
Successivamente si è laureata in scienze biologiche, dedicandosi all'insegnamento di questa materia in Italia e all'estero.